# Mistrovství Československa v sálové cyklistice 1983
Mistrovství Československa v sálové cyklistice 1983 se konalo v kolové a krasojízdě.

## Kolová
| Poř.             | Oddíl          | Jméno                             | Body    |
| Zlatá medaile    | KPS Brno       | Bratři Pospíšilové                | 29 bodů |
| Stříbrná medaile | Favorit Brno I | Miroslav Berger Jan Kameník       | 24 bodů |
| Bronzová medaile | PS Přerov      | Antonín Přikryl Stanislav Zmrzlík | 14 bodů |

## Krasojízda

### Muži
| Poř.             | Jméno        | Oddíl                   | Body   |
| Zlatá medaile    | Pavel Ševčík | Sokol Petřvald          | 302,05 |
| Stříbrná medaile | Landt        | TJ Gottwaldov           | 298,4  |
| Bronzová medaile | Koukal       | Lokomotiva Ingstav Brno | 295,1  |

### Ženy
| Poř.             | Jméno       | Oddíl                   | Body   |
| Zlatá medaile    | Hájková     | Lokomotiva Ingstav Brno | 310,3  |
| Stříbrná medaile | Horváthová  | Sokol Malhostovice      | 303,75 |
| Bronzová medaile | Pospíšílová | Sokol Malhostovice      | 295,7  |

### Dvojice mužů
| Poř.             | Jméno   | Jméno   | Oddíl              | Body   |
| Zlatá medaile    | Vlček   | Koláček | Spoje Praha        | 260,07 |
| Stříbrná medaile | Švaňhal | Šnédar  | Sokol Malhostovice | 246,07 |
| Bronzová medaile | Šmolík  | Vojíř   | Spoje Praha        | 238,65 |

### Dvojice žen
| Poř.             | Jméno      | Jméno       | Oddíl          | Body   |
| Zlatá medaile    | Faltýnková | Wallová     | TJ Oslavany    | 262,55 |
| Stříbrná medaile | Buchtelová | Procházková | Sokol Mochov   | 253,02 |
| Bronzová medaile | Zímová     | Šulcová     | Dynamo Pankrác | 242,35 |